# Maximilian Günther

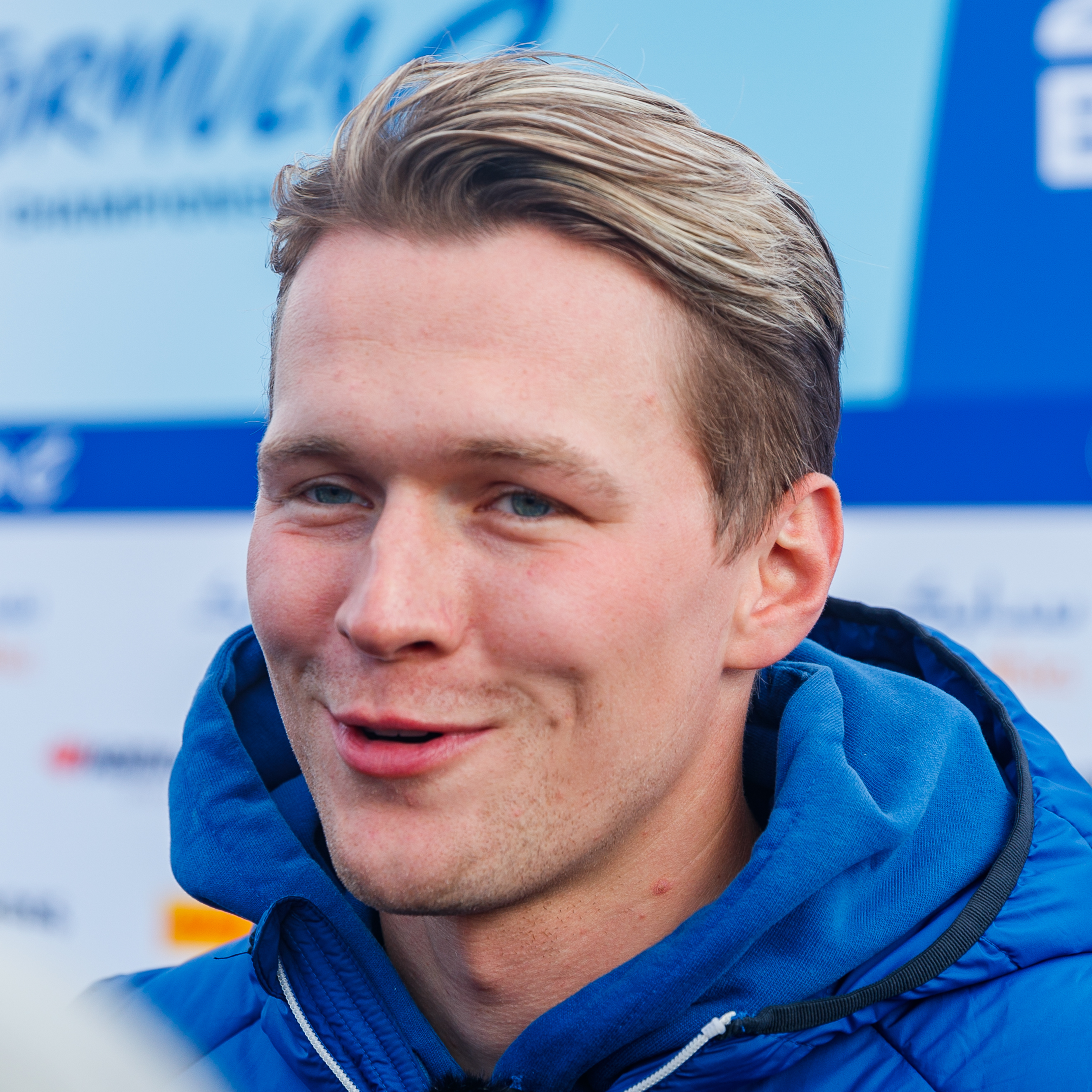
Günther 2023 beim Berlin E-Prix

Maximilian Günther (* 2. Juli 1997 in Oberstdorf) ist ein deutsch-österreichischer Automobilrennfahrer. Seit der Saison 2018/19 geht er in der FIA-Formel-E-Weltmeisterschaft an den Start. Zur Saison 2019/20 wurde er in den Werksfahrerkader von BMW aufgenommen und startete für zwei Saisons für BMW i Andretti Motorsport. Im Anschluss fuhr er für Nissan e.dams und wechselte nach einem Jahr zu Maserati MSG Racing.

## Karriere
Günther begann seine Motorsportkarriere 2006 im Kartsport, in dem er bis 2010 aktiv blieb. Unter anderem gewann er 2010 die ADAC-KF3-Kartmeisterschaft. 2011 debütierte er im Formelsport und nahm an dem von BMW organisierten Formel BMW Talent Cup teil. Er gewann zwei Rennen und erreichte den zweiten Platz in diesem Ausbildungswettbewerb.
Anfang 2012 erhielt Günther einen Vertrag bei Mücke Motorsport. Er absolvierte in dem Jahr Vorbereitungstrainings und trat in keiner Rennserie an. 2013 erfolgte Günthers Einstieg in den professionellen Formelsport. Er erhielt bei dem von Mücke Motorsport betreuten Team des ADAC Berlin–Brandenburg e. V. ein Cockpit in der ADAC Formel Masters. Nachdem er schon mehrere Rennen auf dem Podium beendet hatte, gewann er auf dem Lausitzring sein erstes Rennen. Dabei startete er von der Pole-Position und fuhr die schnellste Rennrunde. An diesem Rennwochenende erzielte er einen weiteren Sieg. Günther schloss die Saison mit zwei Siegen und insgesamt elf Podest-Platzierungen auf dem zweiten Rang ab. Mit 240 zu 388 Punkten unterlag er seinem Teamkollegen Alessio Picariello. 2014 blieb Günther bei Mücke Motorsport in der ADAC Formel Masters. Er gewann vier Rennen und wurde mit zehn Podest-Platzierungen erneut Zweiter der Gesamtwertung. Mit 262 zu 377 Punkten unterlag er Mikkel Jensen. Günther hat mit 21 Podest-Platzierungen und 14 Pole-Positions zwei Rekorde in der ADAC Formel Masters, die Ende 2014 eingestellt wurde, aufgestellt.

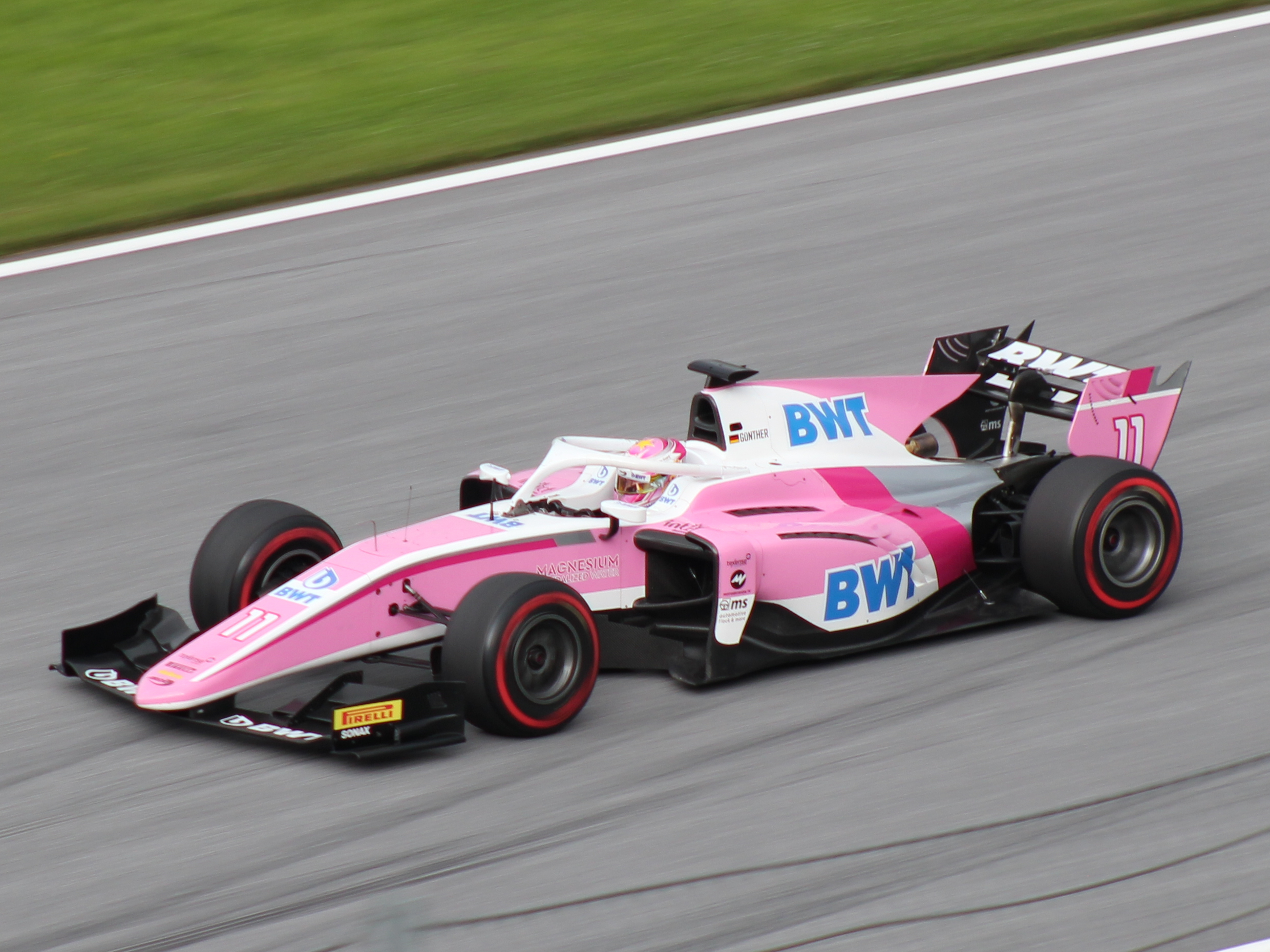
Günther im Formel-2-Fahrzeug in Spielberg (2018)

2015 erhielt Günther bei Mücke Motorsport ein Cockpit in der europäischen Formel-3-Meisterschaft. Beim Grand Prix de Pau erzielte er mit einem zweiten Platz seine erste Podest-Platzierung. In Nürnberg folgte sein erster Sieg. Zwei Veranstaltungen vor Saisonende löste Günther seinen Vertrag mit Mücke Motorsport auf und zog sich vorübergehend aus der Meisterschaft zurück. Das letzte Rennwochenende bestritt er für das Meisterteam Prema. In der Fahrerwertung wurde Günther als bester Mücke-Fahrer Achter.
2016 absolvierte Günther seine zweite Saison in der europäischen Formel-3-Meisterschaft für das Prema Powerteam. Er gewann vier Rennen und stand insgesamt 13 mal auf dem Podium. Mit 322 zu 507 Punkten unterlag er seinem Teamkollegen Lance Stroll und wurde Gesamtzweiter.
2017 ging Günther erneut mit dem Prema Powerteam in der europäischen Formel 3 an den Start. Im Lauf des Jahres gewann er fünf Rennen, in der Meisterschaft belegte er mit 383 Punkten den dritten Platz. Zudem wurde er Test- und Ersatzfahrer der Mercedes-Teams in der DTM und durfte im Simulator des Mercedes AMG F1 Team fahren.
2018 wechselte er in die FIA-Formel-2-Meisterschaft, in der er für BWT Arden antrat. Hier gewann er im Rahmen des Großen Preises von Großbritannien sein erstes Formel-2-Rennen. In der Gesamtwertung belegte er den 14. Platz. Außerdem wurde er Test- und Entwicklungsfahrer bei Dragon Racing in der FIA-Formel-E-Meisterschaft.
2018/19 stieg er bei Dragon Racing zum Stammpiloten in der FIA-Formel-E-Meisterschaft auf. Bei drei Rennen wurde er durch Felipe Nasr ersetzt. Mit 20 Punkten belegte er am Saisonende den 17. Platz in der Fahrerwertung. Teamintern schlug er damit seinen Teamkollegen José María López, welcher nur 3 Punkte sammeln konnte, deutlich.
2019/20 ging er für BMW i Andretti Motorsport an den Start und wurde zum BMW-Werksfahrer. Beim dritten Rennen in Santiago gelang Günther sein erster Sieg. Damit ist er aktuell mit 22 Jahren und 200 Tagen der jüngste Rennsieger in der Geschichte der Rennserie. Er gewann ein weiteres Rennen in Berlin und schloss die Saison auf dem neunten Gesamtrang ab.

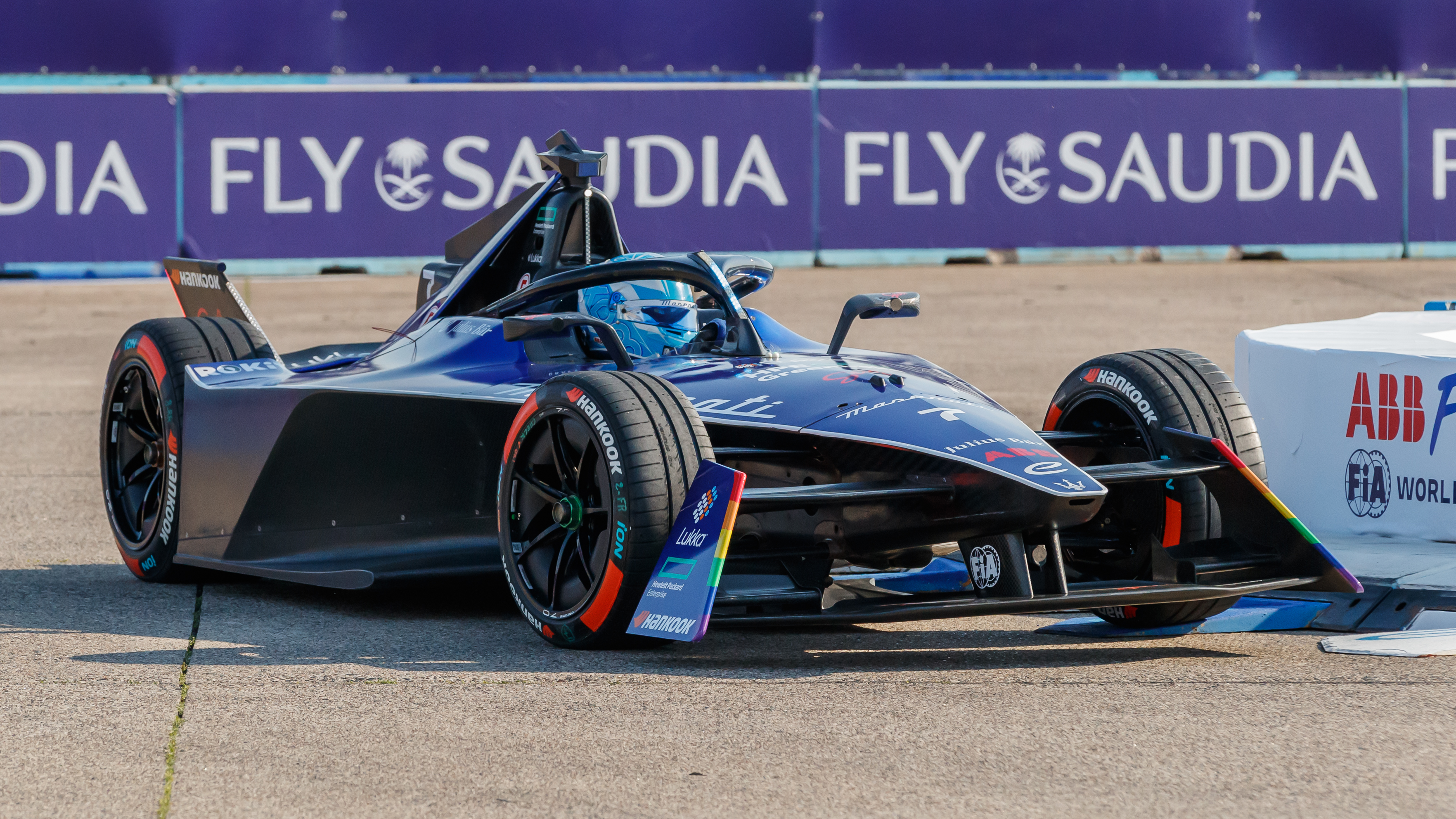
Günther beim Berlin E-Prix 2023

2021/22 ging Günther für Nissan e.dams als Teamkollege von Sébastian Buemi an den Start. Mit sechs Punkten belegte er den 19. Platz im Klassement, während sein Teamkollege 30 Punkte erzielen konnte.
In der folgenden Saison wechselte er zu Maserati MSG Racing und erhielt Edoardo Mortara als Teamkollegen. Beim ersten Rennen in Jakarta erzielte er seine erste Pole-Position in der FIA-Formel-E-Weltmeisterschaft. Im zweiten Rennen in Jakarta erzielte er erneut die Pole-Position und gewann außerdem das Rennen.

## Persönliches
Günther lebt in Monaco und besitzt sowohl die deutsche, als auch die österreichische Staatsbürgerschaft. Er tritt im Rennsport mit deutscher Lizenz an.

## Sonstiges
Günther wird seit Ende 2011 von der ADAC-Stiftung Sport unterstützt. 2014 war Günther zudem im Förderkader der Deutsche Post Speed Academy und gewann die Gesamtwertung. Im Jahr 2016 sicherte er sich ein weiteres Mal den Gesamtsieg in der Deutsche Post Speed Academy. Im Oktober 2016 wählte eine Jury aus Medien- und ADAC-Vertretern Günther zum ADAC Junior-Motorsportler des Jahres 2016.

## Statistik

### Karrierestationen
| - 2006–2010: Kartsport - 2011: Formel BMW Talent Cup (Platz 2) - 2013: ADAC Formel Masters (Platz 2) - 2014: ADAC Formel Masters (Platz 2) | - 2015: Europäische Formel 3 (Platz 8) - 2016: Europäische Formel 3 (Platz 2) - 2017: Europäische Formel 3 (Platz 3) - 2018: Formel 2 (Platz 14) | - 2018/19: FIA-Formel-E-Meisterschaft (Platz 17) - 2019/20: FIA-Formel-E-Meisterschaft (Platz 9) - 2020/21: FIA-Formel-E-Weltmeisterschaft (Platz 16) - 2021/22: FIA-Formel-E-Weltmeisterschaft (Platz 19) | - 2022/23: FIA-Formel-E-Weltmeisterschaft (Platz 7) - 2023/24: FIA-Formel-E-Weltmeisterschaft (Platz 8) - 2024/25: FIA-Formel-E-Weltmeisterschaft |

### Einzelergebnisse in der europäischen Formel-3-Meisterschaft
| Jahr | Team                        | Motor    | 1   | 2   | 3   | 4   | 5   | 6   | 7   | 8   | 9   | 10  | 11  | 12  | 13  | 14  | 15  | 16  | 17  | 18  | 19  | 20  | 21  | 22  | 23  | 24  | 25  | 26  | 27  | 28  | 29  | 30  | 31  | 32  | 33  | Punkte | Rang |
| ---- | --------------------------- | -------- | --- | --- | --- | --- | --- | --- | --- | --- | --- | --- | --- | --- | --- | --- | --- | --- | --- | --- | --- | --- | --- | --- | --- | --- | --- | --- | --- | --- | --- | --- | --- | --- | --- | ------ | ---- |
| 2015 | kfzteile24 Mücke Motorsport | Mercedes | SIL | SIL | SIL | HO1 | HO1 | HO1 | PAU | PAU | PAU | MNZ | MNZ | MNZ | SPA | SPA | SPA | NOR | NOR | NOR | ZAN | ZAN | ZAN | SPI | SPI | SPI | POR | POR | POR | NÜR | NÜR | NÜR | HO2 | HO2 | HO2 | 152    | 8.   |
| 2015 | kfzteile24 Mücke Motorsport | Mercedes | 9   | 12  | 21  | 5   | 4   | 5   | 4   | 18  | 2   | DNF | DNF | 9   | 13  | 7   | 8   | 4   | 1   | DNF | 29  | 7   | 12  | 20  | 14  | 19  | 14  | 14  | DNF |     |     |     |     |     |     | 152    | 8.   |
| 2015 | Prema Powerteam             | Mercedes |     |     |     |     |     |     |     |     |     |     |     |     |     |     |     |     |     |     |     |     |     |     |     |     |     |     |     | 4   | 4   | 6   |     |     |     | 152    | 8.   |
| 2016 | Prema Powerteam             | Mercedes | LEC | LEC | LEC | HUN | HUN | HUN | PAU | PAU | PAU | SPI | SPI | SPI | NOR | NOR | NOR | ZAN | ZAN | ZAN | SPA | SPA | SPA | NÜR | NÜR | NÜR | IMO | IMO | IMO | HOC | HOC | HOC |     |     |     | 322    | 2.   |
| 2016 | Prema Powerteam             | Mercedes | 5   | DNF | 1   | 5   | 1   | DNF | 3   | 14  | 13  | 3   | 6   | 3   | DNF | 3   | 5   | 4   | 2   | 1   | 2   | 7   | 6   | 2   | 2   | 1   | 12  | DNF | 12  | 2   | 8   | 9   |     |     |     | 322    | 2.   |
| 2017 | Prema Powerteam             | Mercedes | SIL | SIL | SIL | MNZ | MNZ | MNZ | PAU | PAU | PAU | HUN | HUN | HUN | NOR | NOR | NOR | SPA | SPA | SPA | ZAN | ZAN | ZAN | NÜR | NÜR | NÜR | SPI | SPI | SPI | HOC | HOC | HOC |     |     |     | 383    | 3.   |
| 2017 | Prema Powerteam             | Mercedes | 3   | 4   | 4   | 7   | 4   | 3   | 3   | 1   | 1   | 1   | 6   | 6   | 1   | 3   | 2   | 3   | 3   | DNF | 3   | 7   | 3   | 13  | 11  | 7   | 3   | 7   | 5   | 10  | 2   | 1   |     |     |     | 383    | 3.   |

### Einzelergebnisse in der FIA-Formel-2-Meisterschaft
| Jahr | Team      | 1   | 2   | 3   | 4   | 5   | 6   | 7   | 8   | 9   | 10  | 11  | 12  | 13  | 14  | 15  | 16  | 17  | 18  | 19  | 20  | 21  | 22  | 23  | 24  | Punkte | Rang |
| ---- | --------- | --- | --- | --- | --- | --- | --- | --- | --- | --- | --- | --- | --- | --- | --- | --- | --- | --- | --- | --- | --- | --- | --- | --- | --- | ------ | ---- |
| 2018 | BWT Arden | BRN | BRN | AZE | AZE | ESP | ESP | MON | MON | FRA | FRA | AUT | AUT | GBR | GBR | HUN | HUN | BEL | BEL | ITA | ITA | RUS | RUS | UAE | UAE | 41     | 14.  |
| 2018 | BWT Arden | 8   | 2   | DNF | 15* | DNF | 12  | 11  | 6   | 12  | 11  | 15  | 12  | 8   | 1   | 16  | DNF | 9   | 16  | 12  | 16  | 16* | 10  |     |     | 41     | 14.  |

| Legende  | Legende            | Legende                                                          |
| Farbe    | Abkürzung          | Bedeutung                                                        |
| -------- | ------------------ | ---------------------------------------------------------------- |
| Gold     | –                  | Sieg                                                             |
| Silber   | –                  | 2. Platz                                                         |
| Bronze   | –                  | 3. Platz                                                         |
| Grün     | –                  | Platzierung in den Punkten                                       |
| Blau     | –                  | Klassifiziert außerhalb der Punkteränge                          |
| Violett  | DNF                | Rennen nicht beendet (did not finish)                            |
| Violett  | NC                 | nicht klassifiziert (not classified)                             |
| Rot      | DNQ                | nicht qualifiziert (did not qualify)                             |
| Rot      | DNPQ               | in Vorqualifikation gescheitert (did not pre-qualify)            |
| Schwarz  | DSQ                | disqualifiziert (disqualified)                                   |
| Weiß     | DNS                | nicht am Start (did not start)                                   |
| Weiß     | WD                 | zurückgezogen (withdrawn)                                        |
| Hellblau | PO                 | nur am Training teilgenommen (practiced only)                    |
| Hellblau | TD                 | Freitags-Testfahrer (test driver)                                |
| ohne     | DNP                | nicht am Training teilgenommen (did not practice)                |
| ohne     | INJ                | verletzt oder krank (injured)                                    |
| ohne     | EX                 | ausgeschlossen (excluded)                                        |
| ohne     | DNA                | nicht erschienen (did not arrive)                                |
| ohne     | C                  | Rennen abgesagt (cancelled)                                      |
| ohne     | keine WM-Teilnahme |                                                                  |
| sonstige | P/fett             | Pole-Position                                                    |
| sonstige | 1/2/3/4/5/6/7/8    | Punktplatzierung im Sprint-/Qualifikationsrennen                 |
| sonstige | SR/kursiv          | Schnellste Rennrunde                                             |
| sonstige | *                  | nicht im Ziel, aufgrund der zurückgelegten Distanz aber gewertet |
| sonstige | ()                 | Streichresultate                                                 |
| sonstige | unterstrichen      | Führender in der Gesamtwertung                                   |

### Einzelergebnisse in der FIA-Formel-E-Meisterschaft
| Jahr    | Team                | 1   | 2   | 3   | 4   | 5   | 6   | 7   | 8   | 9     | 10  | 11  | 12  | 13   | 14  | 15  | 16  | Punkte | Rang |
| ------- | ------------------- | --- | --- | --- | --- | --- | --- | --- | --- | ----- | --- | --- | --- | ---- | --- | --- | --- | ------ | ---- |
| 2018/19 | GEOX DRAGON         | DIR | MAR | SAN | MEX | HKG | SAY | ROM | PAR | MCO   | BER | BRN | NYC | NYC  |     |     |     | 20     | 17.  |
| 2018/19 | GEOX DRAGON         | 15  | 12  | DNF |     |     |     | 19  | 5   | DNF   | 14  | 5   | DNF | *19* |     |     |     | 20     | 17.  |
| 2019/20 | BMW i Andretti      | DIR | DIR | SAN | MEX | MAR | BER | BER | BER | BER   | BER | BER |     |      |     |     |     | 69     | 9.   |
| 2019/20 | BMW i Andretti      | 18  | 11  | 1   | 11  | 2   | DSQ | DNF | 1   | °DNF° | DNF | 12  |     |      |     |     |     | 69     | 9.   |
| 2020/21 | BMW i Andretti      | DIR | DIR | ROM | ROM | VAL | VAL | MCO | PUE | PUE   | NYC | NYC | LON | LON  | BER | BER |     | 66     | 16.  |
| 2020/21 | BMW i Andretti      | DNF | DNF | 9   | 5   | DNF | 12  | 5   | 12  | 7     | 1   | 10  | 18  | 6    | 8   | 15  |     | 66     | 16.  |
| 2021/22 | Nissan e.dams       | DIR | DIR | MEX | ROM | ROM | MCO | BER | BER | JAK   | MAR | NYC | NYC | LON  | LON | SEO | SEO | 6      | 19.  |
| 2021/22 | Nissan e.dams       | 12  | 14  | 9   | DNF | 11  | 17  | 18  | 16  | 14    | DNF | 12  | DSQ | 8    | 15  | 11  | DNF | 6      | 19.  |
| 2022/23 | Maserati MSG Racing | MEX | DIR | DIR | HYD | CAP | SAP | BER | BER | MCO   | JAK | JAK | POR | ROM  | ROM | LON | LON | 101    | 7.   |
| 2022/23 | Maserati MSG Racing | 11  | DNS | 19  | 13  | DNF | 11  | 3   | 6   | DNF   | 3   | 1   | 6   | 3    | 6   | 12  | 18  | 101    | 7.   |
| 2023/24 | Maserati MSG Racing | MEX | DIR | DIR | SAP | TOK | MIS | MIS | MCO | BER   | BER | SHA | SHA | POR  | POR | LON | LON | 73     | 8.   |
| 2023/24 | Maserati MSG Racing | 4   | 7   | 9   | 9   | 1   | 3   | 12  | 9   | DNF   | DNF | 21  | 8   | DNF  | 8   | DNF | DNF | 73     | 8.   |
| 2024/25 | DS Penske           | SAP | MEX | JED | JED | MIA | MCO | MCO | TOK | TOK   | SHA | SHA | JAK | BER  | BER | LON | LON | 79     | 9.   |
| 2024/25 | DS Penske           | 11  | 6   | 1   | DNF | 17  | 10  | 8   | DNF | 10    | 1   | DNF | DNF | 6    | DNF |     |     | 79     | 9.   |

| Legende                      | Legende       | Legende                                                                 |
| Farbe                        | Abkürzung     | Bedeutung                                                               |
| ---------------------------- | ------------- | ----------------------------------------------------------------------- |
| Gold                         | —             | Sieger                                                                  |
| Silber                       | —             | 2. Platz                                                                |
| Bronze                       | —             | 3. Platz                                                                |
| Grün                         | —             | Platzierung in den Punkten                                              |
| Blau                         | —             | Klassifiziert außerhalb der Punkteränge                                 |
| Violett                      | DNF           | Rennen nicht beendet                                                    |
| Violett                      | NC            | nicht klassifiziert                                                     |
| Rot                          | DNQ           | nicht qualifiziert                                                      |
| Schwarz                      | DSQ           | disqualifiziert                                                         |
| Weiß                         | DNS           | nicht am Start                                                          |
| Weiß                         | WD            | zurückgezogen                                                           |
| Weiß                         | C             | Rennen abgesagt                                                         |
| Blanko                       |               | nicht teilgenommen                                                      |
| Blanko                       | DNP           | gemeldet, aber nicht teilgenommen                                       |
| Blanko                       | INJ           | verletzt oder krank                                                     |
| Blanko                       | EX            | ausgeschlossen                                                          |
| sonstige Formate und Zeichen | P/fett        | Pole-Position                                                           |
| sonstige Formate und Zeichen | kursiv        | Schnellste Rennrunde (ab 2017/18: Schnellste Rennrunde der ersten Zehn) |
| sonstige Formate und Zeichen | unterstrichen | Führender in der Gesamtwertung                                          |
| sonstige Formate und Zeichen | °             | FanBoost                                                                |
| sonstige Formate und Zeichen | *             | nicht im Ziel, aufgrund der zurückgelegten Distanz aber gewertet        |
| sonstige Formate und Zeichen | ( )           | Streichresultat                                                         |